# Arzt mit Nebenwirkung
Arzt mit Nebenwirkung, auch  als Wenn ein Wunder geschieht bekannt, ist eine deutsche Liebeskomödie aus dem Jahre 2017.

## Handlung
Fabian Lauber hat seiner Mutter zuliebe die Landarztpraxis seines Vaters übernommen und ist leidenschaftlicher Basejumper. Bei einer Akupunktur-Fortbildung in Alternativmedizin, die er für Humbug hält und nur besucht, da er noch ein Fortbildung braucht, lernt er die Dozentin Janne Jarst, Fachärztin für Chinesische Medizin, kennen.
Als Fabian sich bei einem Motorradunfall die Schulter verletzt trifft er Janne wieder. Gegen ihren Rat schont er sich aber nicht, da er an einem Wingsuitwettbewerb teilnehmen will. Allerdings kann er Janne als Praxisvertretung gewinnen.
Während eines Ausflugs in die Berge kommen sich beide näher. Er erzählt ihr vom Tod seines Vaters, wie er ihm nicht helfen konnte und seinen Zweifel in seine ärztlichen Fähigkeiten. Sie verbringen die Nacht miteinander, aber Fabian verlässt sie am Morgen danach. Auch seine Mutter kündigt in der Arztpraxis. Langsam wird Fabian klar, dass er Janne in seinem Leben braucht und er besucht die Fortbildung vom Anfang nun mit mehr Interesse.

## Produktion
Drehort war München. Der Film wurde von Bavaria Fiction und ARD Degeto produziert. Die Erstausstrahlung fand am 13. Januar 2017 im Ersten statt. 4 Mio. Zuschauer, was einem Marktanteil von 11,7 % entspricht. In Italien wurde der Film unter dem Titel Un medico nel cuore ausgestrahlt.

## Kritik
TV Spielfilm gibt dem Film einen Daumen nach oben und meint „Trotz luftiger Action zurückhaltend erzählt“.